# Рихтівська сільська рада
Ри́хтівська сільська́ ра́да — адміністративно-територіальна одиниця та орган місцевого самоврядування в Кам'янець-Подільському районі Хмельницької області. Адміністративний центр — село Рихта.

## Загальні відомості
Рихтівська сільська рада утворена в 1923 році.
- Територія ради: 32,469 км²
- Населення ради: 1 348 осіб (станом на 2001 рік)
- Територією ради протікає річка Жванчик

## Населені пункти
Сільській раді підпорядковані населені пункти:
- с. Рихта
- с. Лісківці

## Склад ради
Рада складається з 16 депутатів та голови.
- Голова ради: Тимчук Володимир Іванович

### Керівний склад попередніх скликань
| Прізвище, ім'я, по батькові | Основні відомості                                                 | Дата обрання | Дата звільнення |
| --------------------------- | ----------------------------------------------------------------- | ------------ | --------------- |
| Тимчук Володимир Іванович   | Сільський голова, 1957 року народження, освіта вища, безпартійний | 26.03.2006   | 31.10.2010      |
| Тимчук Володимир Іванович   | Сільський голова, 1957 року народження, освіта вища, безпартійний | 31.10.2010   |                 |

Примітка: таблиця складена за даними сайту Верховної Ради України

### Депутати
За результатами місцевих виборів 2010 року депутатами ради стали:

#### За суб'єктами висування
| Суб'єкт висування                      | Кількість обраних депутатів | %    |
| -------------------------------------- | --------------------------- | ---- |
| Самовисування                          | 13                          | 81,3 |
| Народна партія                         | 2                           | 12,5 |
| Партія Християнсько-Демократичний Союз | 1                           | 6,3  |

#### За округами
| № округу                               | Прізвище, ім'я, по батькові     | Дата визнання обраним | Освіта             | Партійна приналежність                        | Відомості про обраного депутата                          |
| -------------------------------------- | ------------------------------- | --------------------- | ------------------ | --------------------------------------------- | -------------------------------------------------------- |
| Народна Партія                         |                                 |                       |                    |                                               |                                                          |
| 4                                      | Роєцька Зоя Петрівна            | 01.11.2010            | середня            | позапартійна                                  | тимчасово не працює                                      |
| 13                                     | Шадрина Валентина Йосипівна     | 01.11.2010            | вища               | член Народної партії                          | Лісковецька загальноосвітня школа І-ІІ ст., вчитель      |
| Партія Християнсько-Демократичний Союз |                                 |                       |                    |                                               |                                                          |
| 12                                     | Якимчук Віталій Вікторович      | 01.11.2010            | середня            | позапартійний                                 | тимчасово не працює                                      |
| Самовисування                          |                                 |                       |                    |                                               |                                                          |
| 1                                      | Горич Ольга Петрівна            | 01.11.2010            | вища               | позапартійна                                  | Рихтівська загальноосвітня школа І-ІІІ ст., вчитель      |
| 2                                      | Каленюк Антоніна Миколаївна     | 01.11.2010            | вища               | член Всеукраїнського об'єднання «Свобода»     | тимчасово не працює                                      |
| 3                                      | Слободян Любов Петрівна         | 01.11.2010            | середня спеціальна | член Всеукраїнського об'єднання «Батьківщина» | Рихтівська сільська рада, секретар                       |
| 5                                      | Алексєєв Олександр Васильович   | 01.11.2010            | вища               | позапартійний                                 | Мілівецький психо-неврологічний інтерант, лікар          |
| 6                                      | Халайцан Володимир Кирилович    | 01.11.2010            | вища               | позапартійний                                 | Рихтівська загальноосвітня школа І-ІІІ ст., вчитель      |
| 7                                      | Ганіна Наталія Григорівна       | 01.11.2010            | вища               | позапартійна                                  | Рихтівська лікарська амбулаторія, лікар                  |
| 8                                      | Любінська Наталія Петрівна      | 01.11.2010            | середня спеціальна | член Всеукраїнського об'єднання «Батьківщина» | Рихтівська лікарська амбулаторія, медсестра              |
| 9                                      | Сійчук Тетяна Володимирівна     | 01.11.2010            | вища               | член Всеукраїнського об'єднання «Батьківщина» | Рихтівська сільська рада, землевпорядник                 |
| 10                                     | Гвіздун Олександр Олександрович | 01.11.2010            | середня            | позапартійний                                 | Рихтівська загальноосвітня школа І-ІІІ ст., працівник    |
| 11                                     | Базишен Михайло Дмитрович       | 01.11.2010            | середня спеціальна | позапартійний                                 | Лісківецький клуб, завідувач                             |
| 14                                     | Кряснян Лідія Іванівна          | 01.11.2010            | середня            | позапартійна                                  | Районний територіальний центр, соціальний працівник      |
| 15                                     | Базишина Наталія Михайлівна     | 01.11.2010            | середня спеціальна | позапартійна                                  | Лісківецький фельдшерсько-акушерський пункт, завідувачка |
| 16                                     | Горич Анатолій Трохимович       | 01.11.2010            | середня спеціальна | позапартійний                                 | тимчасово не працює                                      |